# Кайл Чендлер
Кайл Чендлер (англ. Kyle Chandler, повне ім'я  — Кайл Мартін Фіцджеральд Чендлер (англ. Kyle Martin Fitzgerald Chandler) нар. 17 вересня 1965, Баффало, Нью-Йорк, США)  — американський актор телебачення та кіно, відомий своїми ролями Ґарі Гобсона (англ. Gary Hobson) у телевізійному шоу «Ранковий Випуск» (англ. Early Edition), помічника шерифа Джексона Лемба (англ. Jackson Lamb) у фільмі Супер 8, а також тренера Еріка Тейлора (англ. Eric Taylor) у серіалі «Вогні нічної п'ятниці» (англ. Friday Night Lights), за яку отримав премію «Еммі» за найкращу драматичну роль у 2011 році.

## Життєпис

### Раннє життя
Кайл Чендлер народився Буффало, Нью-Йорк у сім'ї Едварда Чендлера (англ. Edward Chandler), власника ферми і торгового представника тютюнової компанії та його дружини Селлі Чендлер (англ. Sally Chandler)  — собаківник.
Він ріс у Лонґенвілі (англ. Loganville), штат Джорджія, США та відвідував Академію ім. Джорджа Волтона (англ. George Walton Academy) у сусідньому окрузі Монро. Вступив до Університету Джорджії (англ. University of Georgia).

### Кар'єра
1988 року підписав контракт з телеканалом ABC. Перша велика роль на телебаченні  — сержант Вільям Ґрінер (англ. William Griner) у серіалі «Чергування» (англ. Tour of Duty).

### Особисте життя
Одружений з Кетрін Чендлер (з 1995 року), мають двох дітей  — Сідні та Сойє. Живуть у центральному Техасі.

## Фільмографія
Як актор:
| Рік  | Назва українською            | Оригінальна назва            | Персонаж                                 |
| ---- | ---------------------------- | ---------------------------- | ---------------------------------------- |
| 2005 | Кінг-Конг                    | King Kong                    | Брюс Бекстер (англ. Bruce Baxter)        |
| 2005 | Робокурки                    | Robot Chicken                |                                          |
| 2006 | Вогні нічної п'ятниці        | Friday Night Lights          | Ерік Тейлор (англ. Eric Taylor)          |
| 2007 | Королівство                  | The Kingdom                  | Френсіс Меннер (англ. Francis Manner)    |
| 2008 | День, коли Земля зупинилась  | The Day the Earth Stood Stil | Джон Дріскол (англ. John Driscoll)       |
| 2010 | Ранок                        | Morning                      | бізнесмен                                |
| 2011 | Супер 8                      | Super 8                      | Джексон Лемб (англ. Jackson Lamb)        |
| 2012 | Арго                         | Argo                         | Гемілтон Джордан (англ. Hamilton Jordan) |
| 2012 | Тридцять хвилин по півночі   | Zero Dark Thirty             | Джозеф Бредлі (англ. Joseph Bradley)     |
| 2013 | Гниле місто                  | Broken City                  | Пол Ендрюс (англ. Paul Andrews)          |
| 2013 | Вовк з Уолл-стріт            | The Wolf of Wall Street      | Патрік Денем (англ. Patrick Denham)      |
| 2018 | Нічні ігри                   | Game Night                   | Брукс                                    |
| 2019 | Ґодзілла ІІ: Король монстрів | Godzilla: King of Monsters   | Марк Расселл                             |
| 2019 | Пастка-22                    | Catch 22                     | полковник Кеткарт                        |
| 2020 | Опівнічне небо               | The Midnight Sky             | Мітчелл                                  |
| 2021 | Ґодзілла проти Конга         | Godzilla vs. Kong            | Марк Расселл                             |
| 2022 | Країна сну                   | Slumberland                  | Пітер                                    |
| 2025 | Знову в дії                  | Back in Action               | Чак                                      |
| 2026 | The RIP                      | The RIP                      |                                          |

Як режисер:
| Рік  | Назва українською     | Оригінальна назва   |
| ---- | --------------------- | ------------------- |
| 1996 | Ранковий Випуск       | Early Edition       |
| 2006 | Вогні нічної п'ятниці | Friday Night Lights |